# Трон (фильм)
«Трон» (англ. Tron) — американский фантастический фильм 1982 года, снятый на студии Walt Disney режиссёром Стивеном Лисбергером. Главные роли исполнили Джефф Бриджес, Дэвид Уорнер, Брюс Бокслейтнер и Синди Морган. Фильм рассказывает о программисте, который попадает в виртуальную реальность, населённую разумными программами. Первый полнометражный фильм, в котором широко использовалась компьютерная графика.
Фильм был успешен в прокате и получил в целом положительные отзывы критиков (главным образом за спецэффекты, а не сюжет), но остался в тени других, более громких фантастических картин 1982 года («Инопланетянин», «Бегущий по лезвию»). Киноакадемия отказалась номинировать его на «Оскар» за лучшие спецэффекты, объявив компьютерную графику «жульничеством». Тем не менее, «Трон» оказал большое влияние на развитие киноиндустрии, на жанр фантастики (особенно киберпанка) и на видеоигры — революционными компьютерными спецэффектами, «неоновой» эстетикой и подробно показанными видеоиграми в виртуальной реальности. В 2010 году вышло продолжение «Трон: Наследие».

## Сюжет
Кевин Флинн - ведущий инженер-программист, ранее работавший в компьютерной корпорации ENCOM, а на данный момент управляющий аркадой для видеоигр пытается взломать мэйнфреймовую систему ENCOM. Однако программа главного управления (MCP) компании ENCOM останавливает его прогресс. Программист ENCOM Алан Брэдли и его подруга, инженер Лора Бейнс, обнаруживают, что MCP закрыл им доступ к проектам. Когда Алан вступает в конфронтацию со старшим исполнительным вице-президентом Эдом Диллинджером, Диллинджер утверждает, что меры безопасности являются попыткой остановить попытки взлома извне. Однако, когда Диллинджер в частном порядке задает вопросы MCP через свой компьютерный стол, он понимает, что MCP превратился в мощный виртуальный интеллект и стал властолюбивым, незаконно присваивая личные, деловые и правительственные программы для увеличения своих собственных возможностей. Диллинджер поднялся на вершину ENCOM, воруя видеоигры, созданные Флинном, и представляя их компании как свои собственные. MCP шантажирует Диллинджера информацией о том, что он занимается плагиатом игр Флинна, если он не соблюдает его директивы.
Лора приходит к выводу, что хакер - Флинн, и они с Аланом идут в его зал игровых автоматов, чтобы предупредить его. Флинн рассказывает, что он пытался найти доказательства плагиата Диллинджера, которые положили начало росту Диллинджера в компании. Вместе эти трое составляют план взлома ENCOM и разблокировки программы Алана "Трон", самоуправляемой меры безопасности, предназначенной для защиты системы и противодействия функциям MCP. Оказавшись внутри ENCOM, трое разделяются, и Флинн вступает в прямой конфликт с MCP, общаясь со своим терминалом. Прежде чем Флинн сможет получить информацию, необходимую ему для раскрытия деяний Диллинджера, MCP использует экспериментальный лазер для оцифровки и загрузки Флинна в киберпространство мэйнфрейма ENCOM, где программы являются живыми существами, появляющимися по подобию человеческих "пользователей" (программистов), которые их создали.
Флинн узнает, что MCP и его заместитель Сарк управляют программами и принуждают их отказаться от своей веры в Пользователей. MCP заставляет программы, которые сопротивляются, играть в смертельные игры и начинает втягивать Флинна в дуэли. В перерывах между матчами Флинн знакомится с другими захваченными программами, Ram и Tron. Объединившись, все трое убегают в мэйнфрейм во время матча на световых мотоциклах (аркадная игра, для которой Флинн написал программу и в которой он мастер), но Флинна и Рэма отделяет от Трона группа преследования MCP. Пытаясь помочь Рэму, который был ранен во время преследования, Флинн узнает, что он может управлять частями мэйнфрейма, используя свои знания программиста. Ram распознает Флинна как Пользователя и призывает его найти Tron и освободить систему, прежде чем «derezzing» (умереть). Используя свою новую способность, Флинн частично восстанавливает машину-Распознаватель (конструкция, взятая из другой игры Флинна), а позже маскируется под одного из солдат Сарка.
Трон обращается за помощью к Йори, сочувствующей программе, и в башне ввода-вывода получает от Алана информацию, необходимую для уничтожения MCP. Флинн присоединяется к ним, и все трое садятся на угнанный солнечный парусник, чтобы добраться до ядра MCP. Однако командный корабль Сарка уничтожает сейлер, захватывая Флинна и Йори и предположительно убивая Трона. Сарк покидает командный корабль и приказывает прекратить его работу, но Флинн сохраняет его в целости, снова манипулируя мэйнфреймом, в то время как Сарк достигает ядра MCP на шаттле, перевозящем захваченные программы. В то время как MCP пытается поглотить захваченные программы, Трон, который, оказывается, выжил, противостоит Сарку и серьезно ранит его, побуждая MCP передать ему все свои функции. Понимая, что его способность управлять мэйнфреймом может дать Трону преимущество, Флинн прыгает в луч MCP, отвлекая его. Видя брешь в щите MCP, Трон атакует через брешь и уничтожает MCP и Сарка, прекращая контроль MCP над мэйнфреймом и позволяя захваченным программам снова общаться с пользователями.
Флинн снова появляется в реальном мире, материализовавшись на своем терминале. Победа Трона в мэйнфрейме сняла все блокировки доступа к компьютерам, и близлежащий принтер выдает доказательства того, что Диллинджер занимался плагиатом творений Флинна. На следующее утро Диллинджер входит в свой офис и обнаруживает, что MCP деактивирован, а доказательства его кражи обнародованы, но, тем не менее, рад, что MCP уничтожен. Впоследствии Диллинджера увольняют, а Флинна повышают до генерального директора ENCOM, и Алан и Лора радостно приветствуют его как своего нового босса.

## В ролях
- Джефф Бриджес — Кевин Флинн / Клу (англ. Codified Likeness Utility)
- Брюс Бокслейтнер — Алан Брэдли / Трон
- Дэвид Уорнер — Эдвард Диллинджер / Сарк / ПМК (голос)
- Синди Морган — Лора / Йори
- Барнард Хьюз — доктор Уолтер Гиббс / Дюмон
- Дэн Шор — Рэм
- Питер Юрасик — Кром

## Спецэффекты
«Трон» — один из первых фильмов, в которых широко использовалась компьютерная графика. Компьютер использовался для создания фоновых элементов, мотоциклов, а также многих других спецэффектов. В фильме содержится около двадцати минут компьютерной графики, где живые герои совмещены с нарисованными. Однако некоторые спецэффекты всё же создавались по старинке — методом ротоскопирования и ручной раскраски каждого кадра (действие «внутри компьютера» снималось на чёрно-белую плёнку). Кроме того, впервые в истории кинематографа в художественном фильме была продемонстрирована компьютерная анимация лица, хотя и в значительной степени упрощённая.

## Влияние
Фильм стал вехой в развитии CGI в кинематографе, открыв дорогу к созданию полностью смоделированных на компьютере фильмов. По словам создателя первого такого фильма «История игрушек» Джона Лассетера, «без „Трона“ не было бы „Истории игрушек“».
Также фильм повлиял на музыкальный стиль коллектива Daft Punk, который, в свою очередь, записал саундтрек ко второй части фильма — «Трон: Наследие», вышедшей на экран в 2010 году (режиссёр Джозеф Косински).

### Игры
В 1985 году британские программисты во главе с Майком Фоллином, работавшие в компании Firebird Software, под впечатлением от фильма Tron, выпустили игру Vectron для компьютера ZX Spectrum, представлявшую собой полёт со стрельбой в трёхмерном лабиринте, наполненном узнаваемыми объектами из фильма. Игра получила высокие оценки от популярного журнала Crash.
В 2001 году группой энтузиастов была выпущена кроссплатформенная игра Armagetron Advanced.
25 августа 2003 года вышла игра Tron 2.0 — шутер от первого лица.
После выхода фильма-продолжения «Трон: Наследие» компания Disney Interactive Studios представила новую игру — Tron: Evolution, события которой происходят до событий сиквела.